# Epiphora marginimacula
Epiphora marginimacula is een vlinder uit de familie nachtpauwogen (Saturniidae), onderfamilie Saturniinae.
De wetenschappelijke naam van de soort is voor het eerst geldig gepubliceerd door Joicey & Talbot in 1924.